# Trần Tuyên Hoa
Trần Tuyên Hoa (chữ Hán: 陳宣華, 577 - 605), hay Tuyên Hoa phu nhân (宣華夫人), nguyên là công chúa Nam Trần, em gái của Trần Hậu Chúa Trần Thúc Bảo - vị hoàng đế cuối cùng của triều đại này. Về sau bà trở thành phi tần dưới thời nhà Tùy trong lịch sử Trung Quốc.
Bà nổi tiếng là một mỹ nhân dung mạo vô song, liên tục làm thiếp của hai cha con hoàng đế nhà Tùy là Tùy Văn Đế Dương Kiên và Tùy Dượng Đế Dương Quảng.

## Thân thế
Trần Tuyên Hoa là con gái của Trần Tuyên Đế Trần Húc, hoàng đế thứ ba của nước Nam Trần dưới thời Nam Bắc triều. Mẹ bà là Thi Cơ (施姬), sủng phi của Trần Tuyên Đế, người Kinh Triệu (nay là Tây An, Thiểm Tây). Ông ngoại bà là Thi Tích (施绩), làm Tả thường thị cho Thủy Hưng vương Trần Thúc Lăng.
Theo quyển Gia Thái Ngô Hưng chí (嘉泰吳興志) - quyển 16; bà là con gái thứ 14 của Trần Tuyên Đế. Thời Tuyên Đế được phong làm Ninh Viễn Công chúa (寧遠公主). Ngoài Tuyên Hoa, Thi Cơ còn sinh cho Trần Tuyên Đế vài người con là Lâm Hạ vương Trần Thúc Ngao (陈叔敖) và Nguyên Lăng vương Trần Thúc Hưng (陈叔兴). Tuyên Hoa được sử sách đánh giá là tính thông tuệ, tư mạo vô song.

## Nhập cung Tùy
Sau khi Trần Tuyên Đế băng hà, Thái tử Trần Thúc Bảo kế vị, tức Trần Hậu Chúa. Mẹ Trần Tuyên Hoa là Thi Cơ trở thành Lâm Hạ Thái phi (临贺太妃), theo con trai lớn là Lâm Hạ vương đến đất phong. Dưới trời Hậu Chúa, nước Nam Trần ngày càng suy sụp. Hậu Chúa sủng ái Trương Lệ Hoa, bỏ bê triều chính. Khi đó ở miền bắc, Tùy Văn Đế Dương Kiên lập ra triều Tùy, nhanh chóng ổn định đất nước, bình Trường Giang, Xuyên Thiểm rồi diệt Hậu Lương.
Năm Khai Hoàng thứ 9 (589), mùa xuân, quân Tùy xâm chiếm nước Trần, thống nhất Trung Quốc. Mẹ con Trần Tuyên Hoa cùng hoàng tộc nhà Trần bị quân Tùy bắt sống, đưa về Lạc Dương. Trần Tuyên Hoa được Tùy Văn Đế để ý, cho vào cung phong Tần. Sử sách ghi lại Trần Tuyên Hoa còn trẻ nhưng nhan sắc hơn người, lại thông minh, giỏi ứng đối. Bấy giờ, Tấn vương Dương Quảng - con thứ hai của Tùy Văn Đế âm mưu cướp ngôi huynh trưởng là Hoàng thái tử Dương Dũng, nên ra sức lấy lòng Trần thị, tặng nhiều vật quý để được bà ủng hộ. Cuối cùng năm 600, Dương Dũng bị phế, Dương Quảng được lập làm Thái tử.
Những năm Độc Cô hoàng hậu còn sống, bà rất hay đố kị phi tần nên Tùy Văn Đế không dám gần gũi Trần Tuyên Hoa. Năm Nhân Thọ thứ 2 (602), Hoàng hậu qua đời. Tùy Văn Đế từ đó càng có cơ hội sủng hạnh phi tần mà không bị ai ngăn cấm. Ông rất sủng ái Trần Tuyên Hoa, tấn phong làm Quý nhân (贵人), trao quyền [Chủ đoạn nội sự; 主断内事] với tư cách thống lĩnh hậu cung. Sau bà được phong hiệu Tuyên Hoa phu nhân (宣華夫人). Bên cạnh đó, Văn Đế sủng ái Dung Hoa phu nhân Thái thị, địa vị tương đương với Tuyên Hoa phu nhân.

## Nhân Thọ cung biến
Năm Nhân Thọ thứ 4 (604), Tùy Văn Đế bệnh nặng phải dưỡng bệnh ở Nhân Thọ cung (仁壽宮), đại sự trong triều giao cho Thái tử Dương Quảng.
Căn cứ Tùy thư cùng Tư trị thông giám, Thái tử Dương Quảng hay ra vào cung thăm Tùy Văn Đế, thấy Tuyên Hoa phu nhân dung mạo diễm lệ, yểu điệu thướt tha, ánh mắt long lanh như nước hồ thu, giọng nói nũng nịu, dáng đi mềm mại, trong lòng lại nổi lên sự ham muốn. Sau đó, Dương Quảng lên tiếng chọc ghẹo rồi giở trò cưỡng bức Tuyên Hoa phu nhân. Bà hoảng sợ, chạy về Nhân Thọ cung khóc lóc. Văn Đế hỏi nguyên do, bà khóc lóc nói: "Thái tử vô lễ" rồi kể hết sự tình cho Văn Đế nghe.
Văn Đế nghe xong nổi trận lôi đình, bảo: "Súc sinh làm sao có thể gánh vác đại sự? Độc Cô làm hỏng việc lớn của ta rồi! Nếu không nhân lúc trẫm còn chút hơi thở phế bỏ tên súc sinh này, lập lại con trưởng Dương Dũng làm thái tử, hậu sự há có thể lường được chăng?" Sau đó sai Binh bộ Thượng thư Liễu Thuật (柳述) và Hoàng môn thị lang Nhan Nghiêm (元巖) vào nghị sự, chuẩn bị triệu hồi Phế Thái tử Dương Dũng, ngầm ý muốn phế bỏ vị trí Thái tử của Dương Quảng. Dương Tố biết được, bèn báo Dương Quảng, cuối cùng Thái tử lập mưu, sai kẻ hầu Trương Hoành vào Nhân Thọ cung, đuổi Tuyên Hoa phu nhân và các phu nhân khác ra ngoài, rồi dùng rượu độc sát hại Tùy Văn Đế.
Tuyên Hoa phu nhân cùng hậu phi biết sự tình trở nên sợ hãi. Sau khi giết cha, Dương Quảng sai người mang đến cgi Tuyên Hoa phu nhân hộp quà bằng vàng. Phu nhân lo sợ, cho rằng đó là rượu độc. Tuy nhiên sau khi mở hộp ra, bên trong là những chiếc đồng tâm kết bằng gấm, biểu thị tình ý Dương Quảng dành cho bà. Tuy không phải chết nhưng bà tỏ ra đau buồn, định bỏ đi mà không đáp tạ ân điển của Thái tử. Các cung nữ can ngăn, bà mới nhớ đến việc tạ ơn. Đêm đó, Dương Quảng đến cung lâm hạnh Tuyên Hoa Phu nhân. Tuy nhiên, tác giả thời sơ Đường là Triệu Nghị ghi trong 《Đại Nghiệp lược ký - 大业略记》, thì người trong câu chuyện chính là Dung Hoa phu nhân.
Ngày 21 tháng 8, Dương Quảng đăng cơ, tức Tùy Dượng Đế. Tuyên Hoa phu nhân theo chế độ cung Tùy, nhập Tiên Đô cung (仙都宮) để cầu đảo cho Tiên đế, thế nhưng ngay sau đó bà bị Dạng Đế bắt quay về hậu cung, ý định nạp thiếp. Tuyên Hoa phu nhân bất đắc dĩ phải thuận theo. Năm sau (605), Trần Tuyên Hoa đột ngột qua đời, chung niên 29 tuổi. Dượng Đế thương tiếc, làm bài thơ Thần thương phú (神傷賦) để tưởng nhớ bà.

## Trong Tùy Đường diễn nghĩa
Nhân vật Tuyên Hoa phu nhân xuất hiện từ hồi 1 đến hồi 20 trong tiểu thuyết Tùy Đường diễn nghĩa của tác giả Chử Nhân Hoạch.
Bà được miêu tả gần giống với sử sách. Ở hồi 20, tác giả kể thêm một tình tiết hư cấu rằng Dượng Đế chuyên sủng Tuyên Hoa phu nhân khiến Tiêu hoàng hậu ghen ghét, muốn làm nhục bà. Dượng Đế vốn sợ Tiêu hậu nên cho Phu nhân đến Tiên Đô cung, sau đó lại tiếp tục sủng hạnh. Một năm sau, Tuyên Hoa phu nhân qua đời.